# Carlos Latuff
 Carlos Henrique Latuff de Souza (ur. 30 listopada 1968) – brazylijski grafik i karykaturzysta.

## Życiorys
Urodził się w Imperial de São Cristóvão dzielnicy Rio de Janeiro, w rodzinie o pochodzeniu libańskim. Na początku lat 90 zaczął publikować w lewicowej prasie brazylijskiej. Trzykrotnie był aresztowany za karykatury brazylijskiej policji. Za swoją krytykę Izraela i zajęcie drugiego miejsca w Międzynarodowym Konkursie Karykatur o Holokauście jest oskarżany o antysemityzm.

## Twórczość

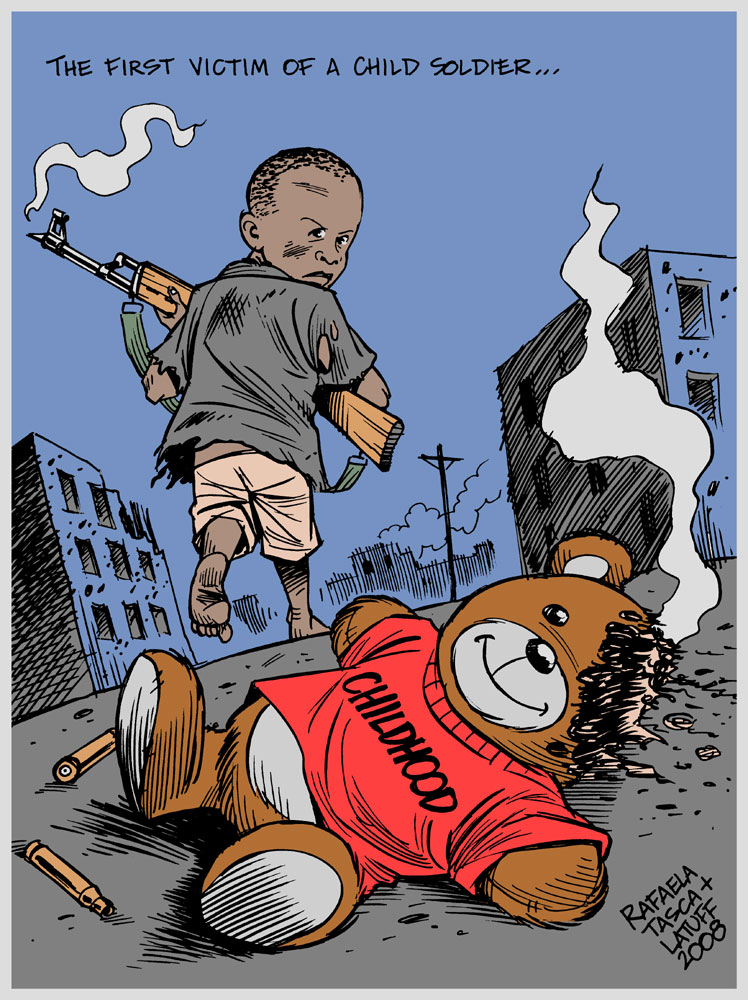
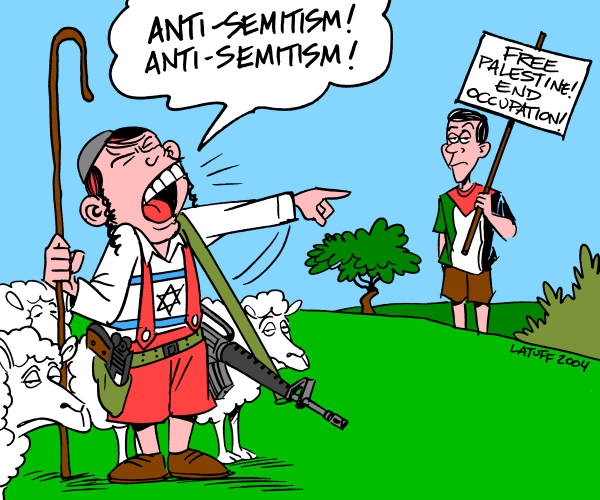
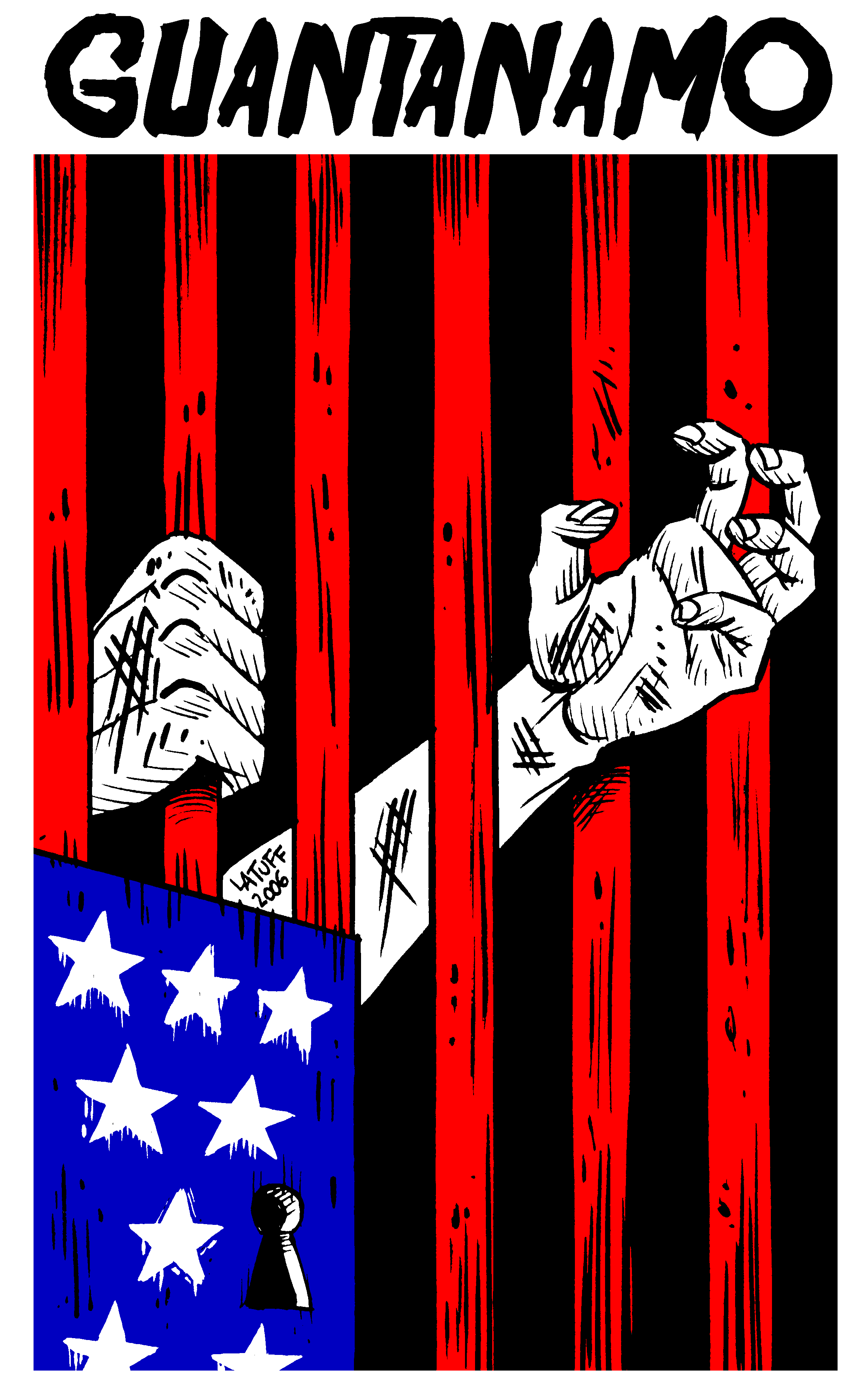
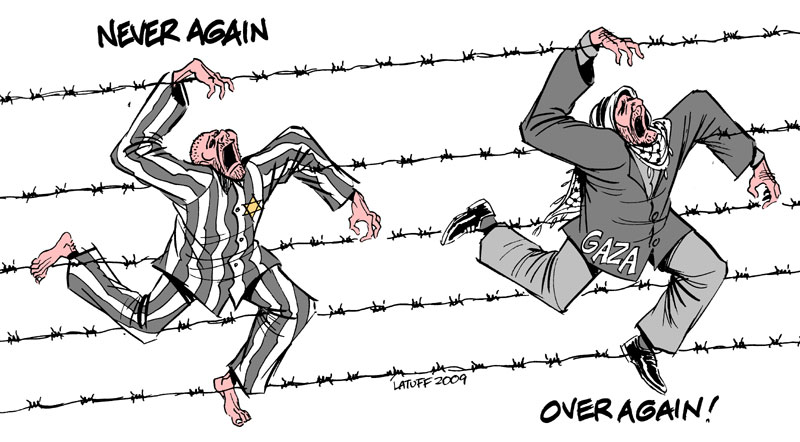
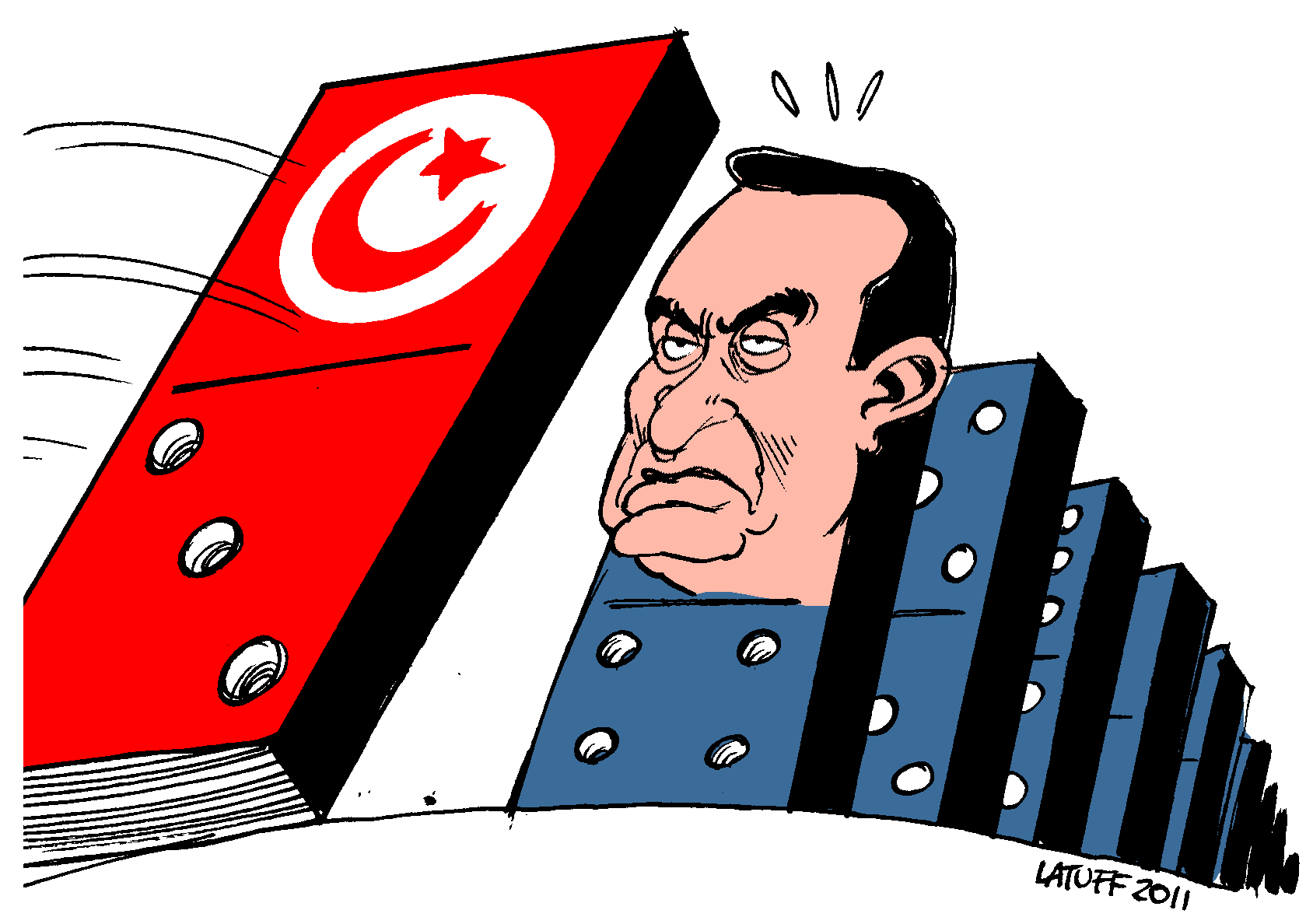
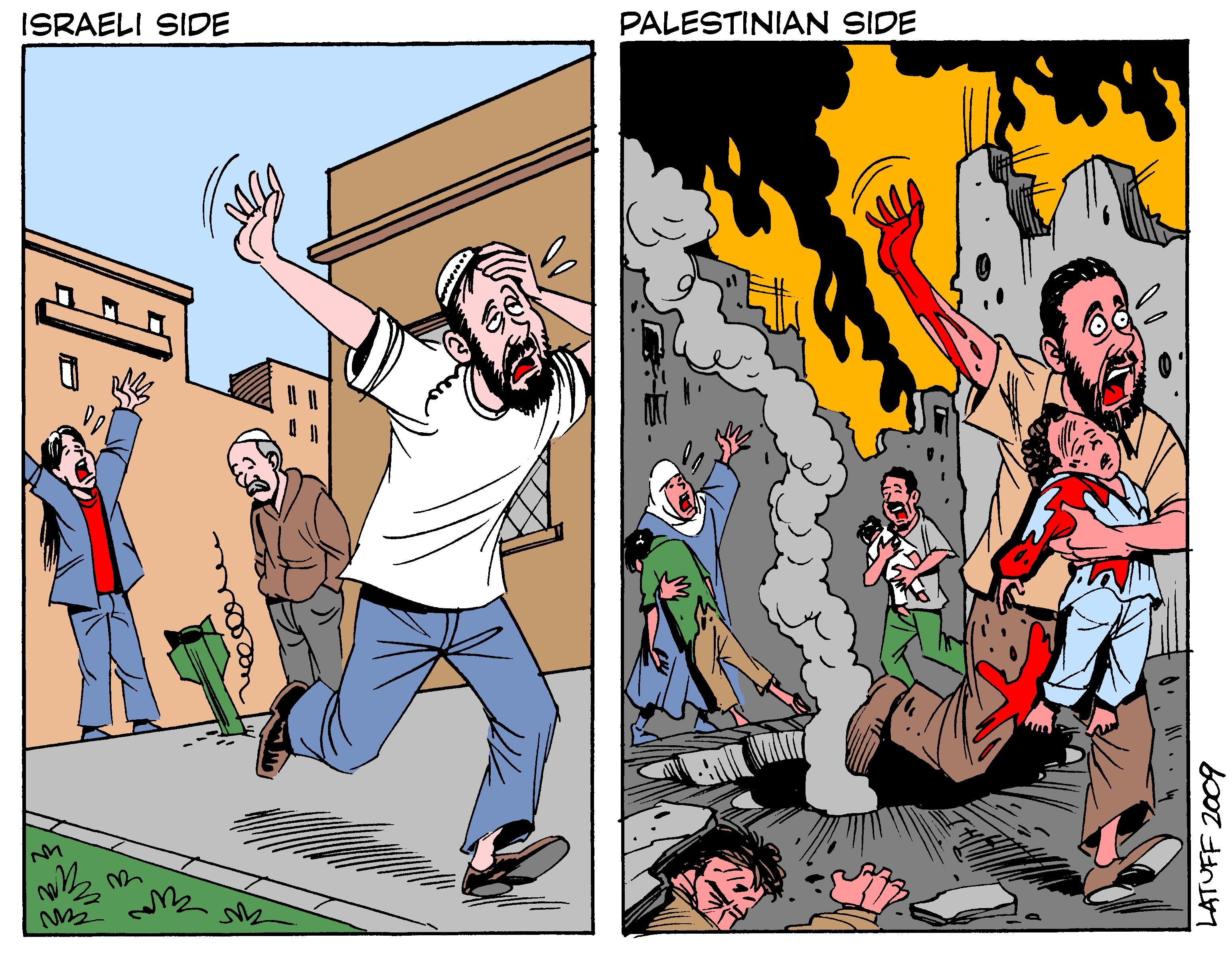
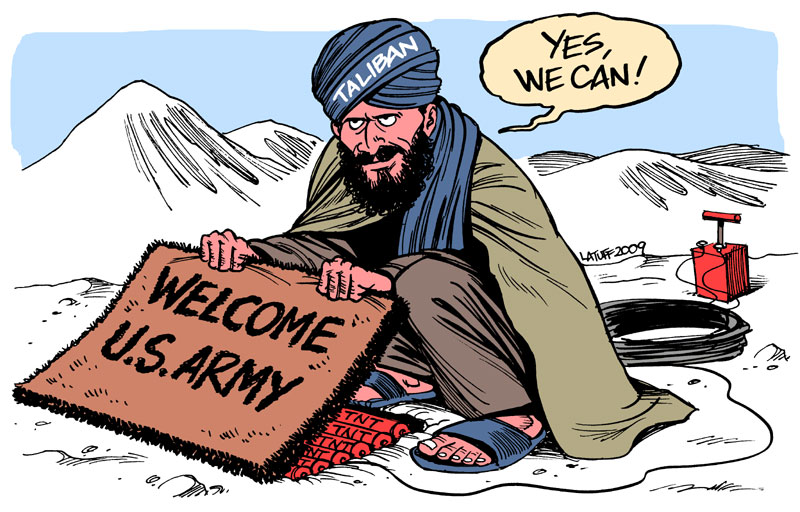
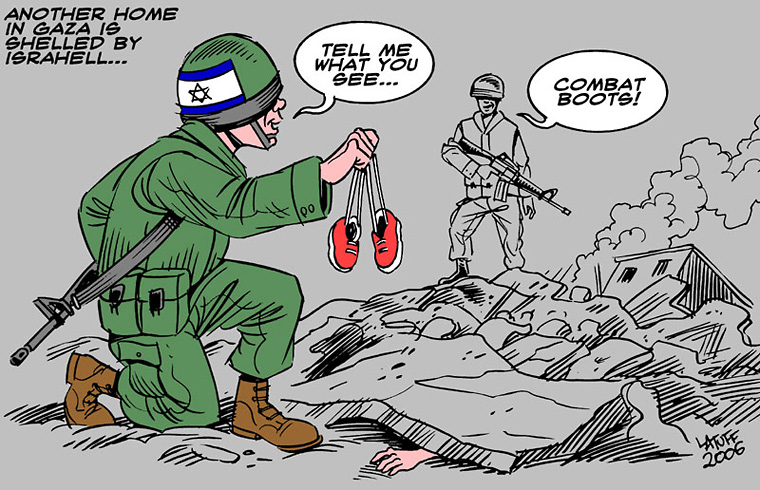